# Предраг Вукадиновић
Предраг Вукадиновић (Приштина, 4. јул 1961) српски је грађевински инжењер, писац фантастике и сценариста.

## Биографија
Вукадиновић је рођен у Приштини, а одрастао је у Варварину и Београду. Завршио је XI београдску гимназију (сада VIII) а дипломирао је на Грађевинском факултету у Београду.
Његова прва књига, роман Тај необичан дан, објављена је 2012. године, у угледној едицији југословенске фантастике „Знак Сагите“ под бројем 65. Критика је истакла занимљивост НФ концепта романа.
По мотивима овог романа и под истим називом, Вукадиновић је као косценариста са филмским сценаристом Зораном Стефановићем учествовао у изради сценарија за целовечерњи играни научнофантастични филм. У развоју пројекта је 2013-2015. учествовало више стручњака из Србије и иностранства, између осталог и ликовни уметници Зоран Туцић, Вујадин Радовановић, Раде Товладијац и Боривоје Грбић, као и редитељи-продуценти Миљан Глишић и Марко Станковић. Сценарио је високо оцењен у међународним круговима и на разматрању је код руских и холивудских продуцената. У Србији је оцењен као најважнији текући филмски пројекат у развоју у српској и регионалној филмској фантастици.
По мотивима овог сценарија група Љубичице направила је концептуални музички микроалбум/еп That Extraordinary Day 2014. године. Албум је добио видео издање у продукцији угледног немачког алтернативног уметника Матијаса Фритша (Matthias Fritsch) 2015. године.

## Дела (избор)
Ауторска дела
- Тај необичан дан (роман), едиција „Знак Сагите” 65, Београд 2012.
- Тај необичан дан (сценарио целовечерњег филма, као косценариста), „Станковић и синови”, Београд 2014/2015.
- „На хоризонту“ (прича), у антологији Макрокозма 21, Међународни фестивал научне фантастике „Refesticon“, Бијело Поље, 2016.

Деривативна дела
- (музички ЕП), „Lampshade Media”, Београд, 2014.
- (видео рад), 2015.